# Classe di simmetria
In cristallografia, un gruppo puntuale cristallografico è un insieme di operazioni di simmetria, corrispondenti a uno dei gruppi puntuali in tre dimensioni, tali che ogni operazione (magari seguita da una traslazione) lascerebbe inalterata la struttura di un cristallo, cioè gli stessi tipi di atomi verrebbero collocati in posizioni simili a prima della trasformazione. Ad esempio, in molti cristalli nel sistema cubico, una rotazione della cella unitaria di 90° attorno a un asse perpendicolare a una delle facce del cubo è un'operazione di simmetria che sposta ciascun atomo nella posizione di un altro atomo dello stesso tipo, lasciando inalterata la struttura complessiva del cristallo.

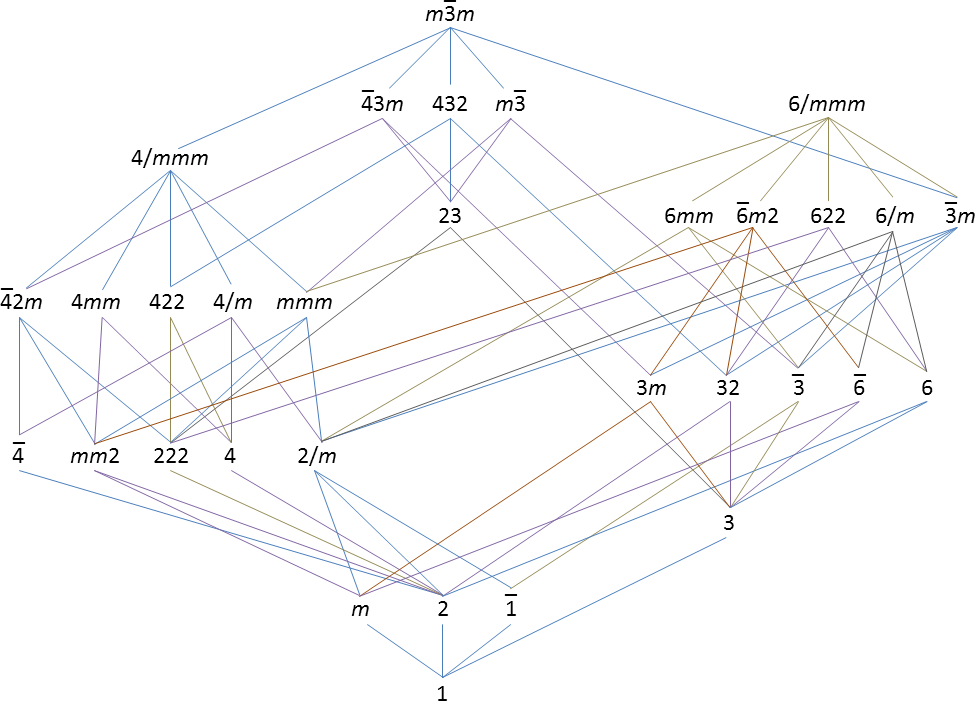
Relazioni tra i sottogruppi dei 32 gruppi puntuali cristallografici (le righe rappresentano gli ordini di gruppo dal basso verso l'alto come: 1, 2, 3, 4, 6, 8, 12, 16, 24 e 48).

Nella classificazione dei cristalli, ogni gruppo puntuale definisce una cosiddetta classe di cristalli (geometrica). Ci sono infiniti gruppi di punti tridimensionali, tuttavia la restrizione cristallografica sui gruppi puntuali generali fa sì che vi siano solo 32 gruppi puntuali cristallografici. Questi gruppi di 32 punti sono analoghi ai 32 tipi di simmetrie cristalline morfologiche (esterne) derivate nel 1830 da Johann Friedrich Christian Hessel da una considerazione sulle forme cristalline osservate.
Il gruppo puntuale di un cristallo determina, tra le altre cose, la variazione direzionale delle proprietà fisiche che derivano dalla sua struttura, comprese le proprietà ottiche come la birifrangenza, o le caratteristiche elettro-ottiche come l'effetto Pockels. Per un cristallo periodico (al contrario di un quasicristallo), il gruppo deve mantenere la simmetria traslazionale tridimensionale che definisce la cristallinità. 

## Notazione
I gruppi puntuali sono denominati in base alle simmetrie dei componenti. Esistono diverse notazioni standard utilizzate da cristallografi, mineralogisti e fisici.
Per la corrispondenza dei due sistemi sottostanti, si veda la voce sistema cristallino.

### Notazione di Schoenflies
Nella notazione di Schoenflies, i gruppi puntuali sono indicati da un simbolo di lettera con un pedice. I simboli usati in cristallografia hanno il seguente significato::
- {\displaystyle C_{n}} ({\displaystyle C} sta per ciclico) indica che il gruppo ha un asse con {\displaystyle n} rotazioni. {\displaystyle C_{nh}} è {\displaystyle C_{n}} con l'aggiunta di un piano speculare (riflesso) perpendicolare all'asse di rotazione. {\displaystyle C_{nv}} è {\displaystyle C_{n}} con l'aggiunta di {\displaystyle n} piani speculari paralleli all'asse di rotazione.
- {\displaystyle S_{2n}} ({\displaystyle S} sta per Spiegel, che in tedesco significa specchio) denota un gruppo con solo un asse di rotazione-riflessione di {\displaystyle 2n} volte.
- {\displaystyle D_{n}} ({\displaystyle D} sta per diedro) indica che il gruppo ha un asse di rotazione {\displaystyle n} volte più {\displaystyle n} assi doppi perpendicolari a tale asse. {\displaystyle D_{nh}} ha, inoltre, un piano speculare perpendicolare all'asse di rotazione. {\displaystyle D_{nd}} ha, oltre agli elementi di {\displaystyle D_{n}}, piani speculari paralleli all'asse di rotazione.
- La lettera {\displaystyle T} (che sta per tetraedro) indica che il gruppo ha la simmetria di un tetraedro. {\displaystyle T_{d}} include operazioni di rotazione improprie, {\displaystyle T} esclude operazioni di rotazione improprie e {\displaystyle T_{h}} è {\displaystyle T} con l'aggiunta di un'inversione.
- La lettera {\displaystyle O} (che sta per ottaedro) indica che il gruppo ha la simmetria di un ottaedro (o cubo), con o senza operazioni improprie (quelle che cambiano la manualità) rispettivamente indicate con {\displaystyle (O_{h})} e {\displaystyle (O)}.

A causa del teorema di restrizione cristallografica si può avere n = 1, 2, 3, 4 o 6 nello spazio a 2 o 3 dimensioni.
| n   | 1       | 2   | 3   | 4   | 6   |
| --- | ------- | --- | --- | --- | --- |
| Cn  | C1      | C2  | C3  | C4  | C6  |
| Cnv | C1v=C1h | C2v | C3v | C4v | C6v |
| Cnh | C1h     | C2h | C3h | C4h | C6h |
| Dn  | D1=C2   | D2  | D3  | D4  | D6  |
| Dnh | D1h=C2v | D2h | D3h | D4h | D6h |
| Dnd | D1d=C2h | D2d | D3d | D4d | D6d |
| S2n | S2      | S4  | S6  | S8  | S12 |

{\displaystyle D_{4d}} e {\displaystyle D_{6d}} sono effettivamente vietati perché contengono rotazioni improprie con n=8 e 12 rispettivamente. I 27 gruppi puntuali nella tabella più {\displaystyle T,\,T_{d},\,T_{h},\,O} e {\displaystyle O_{h}} costituiscono 32 gruppi puntuali cristallografici.

### Notazione Hermann-Mauguin
Una forma abbreviata della notazione Hermann-Mauguin, comunemente usata per i gruppi spaziali serve anche per descrivere i gruppi puntuali cristallografici. I nomi dei gruppi sono:
| Sistema cristallino | Gruppi puntuali | Gruppi puntuali | Gruppi puntuali | Gruppi puntuali | Gruppi puntuali | Gruppi puntuali | Gruppi puntuali |
| ------------------- | --------------- | --------------- | --------------- | --------------- | --------------- | --------------- | --------------- |
| Cubico              | 23              | m3              |                 | 432             | 43m             | m3m             |                 |
| Esagonale           | 6               | 6               | 6⁄m             | 622             | 6mm             | 6m2             | 6/mmm           |
| Trigonale           | 3               | 3               |                 | 32              | 3m              | 3m              |                 |
| Tetragonale         | 4               | 4               | 4⁄m             | 422             | 4mm             | 42m             | 4/mmm           |
| Ortorombico         |                 |                 |                 | 222             |                 | mm2             | mmm             |
| Monoclino           | 2               |                 | 2⁄m             |                 | m               |                 |                 |
| Triclino            | 1               | 1               |                 |                 |                 |                 |                 |

### La corrispondenza tra diverse notazioni
| Sistema cristallino | Hermann-Mauguin                                                 | Hermann-Mauguin | Shubnikov                           | Schoenflies | Orbifold | Coxeter | Ordine |
| Sistema cristallino | (completa)                                                      | (abbreviata)    | Shubnikov                           | Schoenflies | Orbifold | Coxeter | Ordine |
| ------------------- | --------------------------------------------------------------- | --------------- | ----------------------------------- | ----------- | -------- | ------- | ------ |
| Triclino            | 1                                                               | 1               | {\displaystyle 1\ }                 | C1          | 11       | [ ]+    | 1      |
| Triclino            | 1                                                               | 1               | {\displaystyle {\tilde {2}}}        | Ci = S2     | ×        | [2+,2+] | 2      |
| Monoclino           | 2                                                               | 2               | {\displaystyle 2\ }                 | C2          | 22       | [2]+    | 2      |
| Monoclino           | m                                                               | m               | {\displaystyle m\ }                 | Cs = C1h    | *        | [ ]     | 2      |
| Monoclino           | {\displaystyle {\tfrac {2}{m}}}                                 | 2/m             | {\displaystyle 2:m\ }               | C2h         | 2*       | [2,2+]  | 4      |
| Ortorombico         | 222                                                             | 222             | {\displaystyle 2:2\ }               | D2 = V      | 222      | [2,2]+  | 4      |
| Ortorombico         | mm2                                                             | mm2             | {\displaystyle 2\cdot m\ }          | C2v         | *22      | [2]     | 4      |
| Ortorombico         | {\displaystyle {\tfrac {2}{m}}{\tfrac {2}{m}}{\tfrac {2}{m}}}   | mmm             | {\displaystyle m\cdot 2:m\ }        | D2h = Vh    | *222     | [2,2]   | 8      |
| Tetragonale         | 4                                                               | 4               | {\displaystyle 4\ }                 | C4          | 44       | [4]+    | 4      |
| Tetragonale         | 4                                                               | 4               | {\displaystyle {\tilde {4}}}        | S4          | 2×       | [2+,4+] | 4      |
| Tetragonale         | {\displaystyle {\tfrac {4}{m}}}                                 | 4/m             | {\displaystyle 4:m\ }               | C4h         | 4*       | [2,4+]  | 8      |
| Tetragonale         | 422                                                             | 422             | {\displaystyle 4:2\ }               | D4          | 422      | [4,2]+  | 8      |
| Tetragonale         | 4mm                                                             | 4mm             | {\displaystyle 4\cdot m\ }          | C4v         | *44      | [4]     | 8      |
| Tetragonale         | 42m                                                             | 42m             | {\displaystyle {\tilde {4}}\cdot m} | D2d = Vd    | 2*2      | [2+,4]  | 8      |
| Tetragonale         | {\displaystyle {\tfrac {4}{m}}{\tfrac {2}{m}}{\tfrac {2}{m}}}   | 4/mmm           | {\displaystyle m\cdot 4:m\ }        | D4h         | *422     | [4,2]   | 16     |
| Trigonale           | 3                                                               | 3               | {\displaystyle 3\ }                 | C3          | 33       | [3]+    | 3      |
| Trigonale           | 3                                                               | 3               | {\displaystyle {\tilde {6}}}        | C3i = S6    | 3×       | [2+,6+] | 6      |
| Trigonale           | 32                                                              | 32              | {\displaystyle 3:2\ }               | D3          | 322      | [3,2]+  | 6      |
| Trigonale           | 3m                                                              | 3m              | {\displaystyle 3\cdot m\ }          | C3v         | *33      | [3]     | 6      |
| Trigonale           | 3{\displaystyle {\tfrac {2}{m}}}                                | 3m              | {\displaystyle {\tilde {6}}\cdot m} | D3d         | 2*3      | [2+,6]  | 12     |
| Esagonale           | 6                                                               | 6               | {\displaystyle 6\ }                 | C6          | 66       | [6]+    | 6      |
| Esagonale           | 6                                                               | 6               | {\displaystyle 3:m\ }               | C3h         | 3*       | [2,3+]  | 6      |
| Esagonale           | {\displaystyle {\tfrac {6}{m}}}                                 | 6/m             | {\displaystyle 6:m\ }               | C6h         | 6*       | [2,6+]  | 12     |
| Esagonale           | 622                                                             | 622             | {\displaystyle 6:2\ }               | D6          | 622      | [6,2]+  | 12     |
| Esagonale           | 6mm                                                             | 6mm             | {\displaystyle 6\cdot m\ }          | C6v         | *66      | [6]     | 12     |
| Esagonale           | 6m2                                                             | 6m2             | {\displaystyle m\cdot 3:m\ }        | D3h         | *322     | [3,2]   | 12     |
| Esagonale           | {\displaystyle {\tfrac {6}{m}}{\tfrac {2}{m}}{\tfrac {2}{m}}}   | 6/mmm           | {\displaystyle m\cdot 6:m\ }        | D6h         | *622     | [6,2]   | 24     |
| Cubico              | 23                                                              | 23              | {\displaystyle 3/2\ }               | T           | 332      | [3,3]+  | 12     |
| Cubico              | {\displaystyle {\tfrac {2}{m}}}3                                | m3              | {\displaystyle {\tilde {6}}/2}      | Th          | 3*2      | [3+,4]  | 24     |
| Cubico              | 432                                                             | 432             | {\displaystyle 3/4\ }               | O           | 432      | [4,3]+  | 24     |
| Cubico              | 43m                                                             | 43m             | {\displaystyle 3/{\tilde {4}}}      | Td          | *332     | [3,3]   | 24     |
| Cubico              | {\displaystyle {\tfrac {4}{m}}}3{\displaystyle {\tfrac {2}{m}}} | m3m             | {\displaystyle {\tilde {6}}/4}      | Oh          | *432     | [4,3]   | 48     |

## Isomorfismi
Molti dei gruppi puntuali cristallografici condividono la stessa struttura interna. Ad esempio, i gruppi di punti 1, 2 e m contengono diverse operazioni di simmetria geometrica (rispettivamente inversione, rotazione e riflessione) ma condividono tutti la struttura del gruppo ciclico {\displaystyle C_{2}}. Tutti i gruppi isomorfi sono dello stesso ordine, ma non tutti i gruppi dello stesso ordine sono isomorfi. I gruppi puntuali che sono isomorfi sono mostrati nella tabella seguente:
| Hermann-Mauguin | Schoenflies | Ordino | Tavola dei gruppi piccoli | Tavola dei gruppi piccoli   |
| --------------- | ----------- | ------ | ------------------------- | --------------------------- |
| 1               | C1          | 1      | C1                        | {\displaystyle G_{1}^{1}}   |
| 1               | Ci = S2     | 2      | C2                        | {\displaystyle G_{2}^{1}}   |
| 2               | C2          | 2      | C2                        | {\displaystyle G_{2}^{1}}   |
| m               | Cs = C1h    | 2      | C2                        | {\displaystyle G_{2}^{1}}   |
| 3               | C3          | 3      | C3                        | {\displaystyle G_{3}^{1}}   |
| 4               | C4          | 4      | C4                        | {\displaystyle G_{4}^{1}}   |
| 4               | S4          | 4      | C4                        | {\displaystyle G_{4}^{1}}   |
| 2/m             | C2h         | 4      | D2 = C2 × C2              | {\displaystyle G_{4}^{2}}   |
| 222             | D2 = V      | 4      | D2 = C2 × C2              | {\displaystyle G_{4}^{2}}   |
| mm2             | C2v         | 4      | D2 = C2 × C2              | {\displaystyle G_{4}^{2}}   |
| 3               | C3i = S6    | 6      | C6                        | {\displaystyle G_{6}^{1}}   |
| 6               | C6          | 6      | C6                        | {\displaystyle G_{6}^{1}}   |
| 6               | C3h         | 6      | C6                        | {\displaystyle G_{6}^{1}}   |
| 32              | D3          | 6      | D3                        | {\displaystyle G_{6}^{2}}   |
| 3m              | C3v         | 6      | D3                        | {\displaystyle G_{6}^{2}}   |
| mmm             | D2h = Vh    | 8      | D2 × C2                   | {\displaystyle G_{8}^{3}}   |
| 4/m             | C4h         | 8      | C4 × C2                   | {\displaystyle G_{8}^{2}}   |
| 422             | D4          | 8      | D4                        | {\displaystyle G_{8}^{4}}   |
| 4mm             | C4v         | 8      | D4                        | {\displaystyle G_{8}^{4}}   |
| 42m             | D2d = Vd    | 8      | D4                        | {\displaystyle G_{8}^{4}}   |
| 6/m             | C6h         | 12     | C6 × C2                   | {\displaystyle G_{12}^{2}}  |
| 23              | T           | 12     | A4                        | {\displaystyle G_{12}^{5}}  |
| 3m              | D3d         | 12     | D6                        | {\displaystyle G_{12}^{3}}  |
| 622             | D6          | 12     | D6                        | {\displaystyle G_{12}^{3}}  |
| 6mm             | C6v         | 12     | D6                        | {\displaystyle G_{12}^{3}}  |
| 6m2             | D3h         | 12     | D6                        | {\displaystyle G_{12}^{3}}  |
| 4/mmm           | D4h         | 16     | D4 × C2                   | {\displaystyle G_{16}^{9}}  |
| 6/mmm           | D6h         | 24     | D6 × C2                   | {\displaystyle G_{24}^{5}}  |
| m3              | Th          | 24     | A4 × C2                   | {\displaystyle G_{24}^{10}} |
| 432             | O           | 24     | S4                        | {\displaystyle G_{24}^{7}}  |
| 43m             | Td          | 24     | S4                        | {\displaystyle G_{24}^{7}}  |
| m3m             | Oh          | 48     | S4 × C2                   | {\displaystyle G_{48}^{7}}  |

Questa tabella utilizza i gruppi ciclici {\displaystyle (C_{1},\,C_{2},\,C_{3},\,C_{4},\,C_{6})}, i gruppi diedri {\displaystyle (D_{2},\,D_{3},\,D_{4},\,D_{6})}, uno dei gruppi alternati {\displaystyle (A_{4})} e uno dei gruppi simmetrici {\displaystyle (S_{4})}. Qui il simbolo "×" indica un prodotto diretto.